# Convention (droit)
Pour les articles homonymes, voir Convention.
En droit, la convention est un accord de volontés conclu entre des personnes (des individus, des groupes sociaux ou politiques, des États) et qui est destiné à produire des conséquences juridiques. Toutefois, les économistes et les sociologues prennent l'acception élargie de la convention qui s'oppose alors au contrat en ce qu'elle est implicite.
Étymologiquement, convention vient du latin conventio (venir avec, convenir).
Le terme convention recouvre plusieurs notions juridiques différentes, tant en droit privé qu'en droit public.

## En droit privé
En droit privé, la convention est un accord de volontés destinée à produire des effets de droit.
Le Code civil reprend la typologie dressée par Pothier selon lequel la convention se décline en quatre variétés :
- convention obligationnelle ou obligatoire ou génératrice : l’objet est de créer des obligations (= contrat)
- convention translative : l’objet est le transfert ou la transmission d'un droit réel ou d'une créance (ex. : cession, mutation de propriété)
- convention libératoire ou extinctrice : une modalité d’extinction d’obligations (ex. : novation, mainlevée)
- convention déclarative : l’objet est de consolider ou reconnaître un effet de droit antérieur (ex. : reconnaissance de dette).

La distinction entre convention et contrat découle du juriste romain Ulpien (repris dans le Titre 2 du Digeste de Justinien), qui considère la convention comme un terme générique regroupant l'action de contracter et celle de transiger (mettre fin à une obligation). Depuis l'ordonnance du 10 février 2016 modifiant le droit des obligations, l'article 1101 nouveau du Code civil français met fin à la distinction entre convention et contrat en déclarant que « Le contrat est un accord de volontés entre deux ou plusieurs personnes destiné à créer, modifier, transmettre ou éteindre des obligations ». Donc aujourd'hui, uniquement dans le droit français, le contrat est considéré comme un accord de volonté pouvant faire naître, transférer et éteindre une obligation. Ce n'est toutefois pas le cas dans les autres droits francophones.
En droit du travail, les conventions collectives sont une source de droit.

## En droit public
- Les Conventions internationales sont l'une des sources du droit international public.